# 胡宿
胡宿（995年—1067年），字武平，常州晉陵（今江蘇常州）人。
仁宗天聖二年（1024年）進士。歷官揚子尉、通判宣州。英宗治平三年（1066年）以尚書吏部侍郎、觀文殿學士知杭州。四年，除太子少師致仕，未就，病歿。諡文恭。有《胡文恭集》七十卷，已佚。詩作散見於《唐詩鼓吹》、《吳郡志》、《兩宋名賢小集》、《宋詩紀事》等書。

## 伸延閱讀
贈太子太傅胡公墓誌銘——歐陽修